# Cascada Pișoaia
Cascada Pișoaia este o rezervație peisagistică situată în partea de nord-vest a județului Alba, în Munții Apuseni, nu departe de masivul Găina. Acoperă o suprafață de 5 ha. Punctul de acces spre rezervația naturală Pișoaia este satul Nemeși.

## Descriere
Este o rezervație peisagistică pe un prag stâncos de calcare de vârstă paleozoică, încadrată într-o pădure de fag și arbori izolați de rășinoase. Căderea de apă se realizează de la circa 18 m înălțime, cu un front de despletire a firului apei de 25 m pe abruptul stâncos pe care se scurge. Formațiunile calcaroase de tip travertinic depuse de-a lungul timpului întregesc spectaculozitatea peisajului. Zona protejată are o suprafață de 2,5 ha.

## Imagini

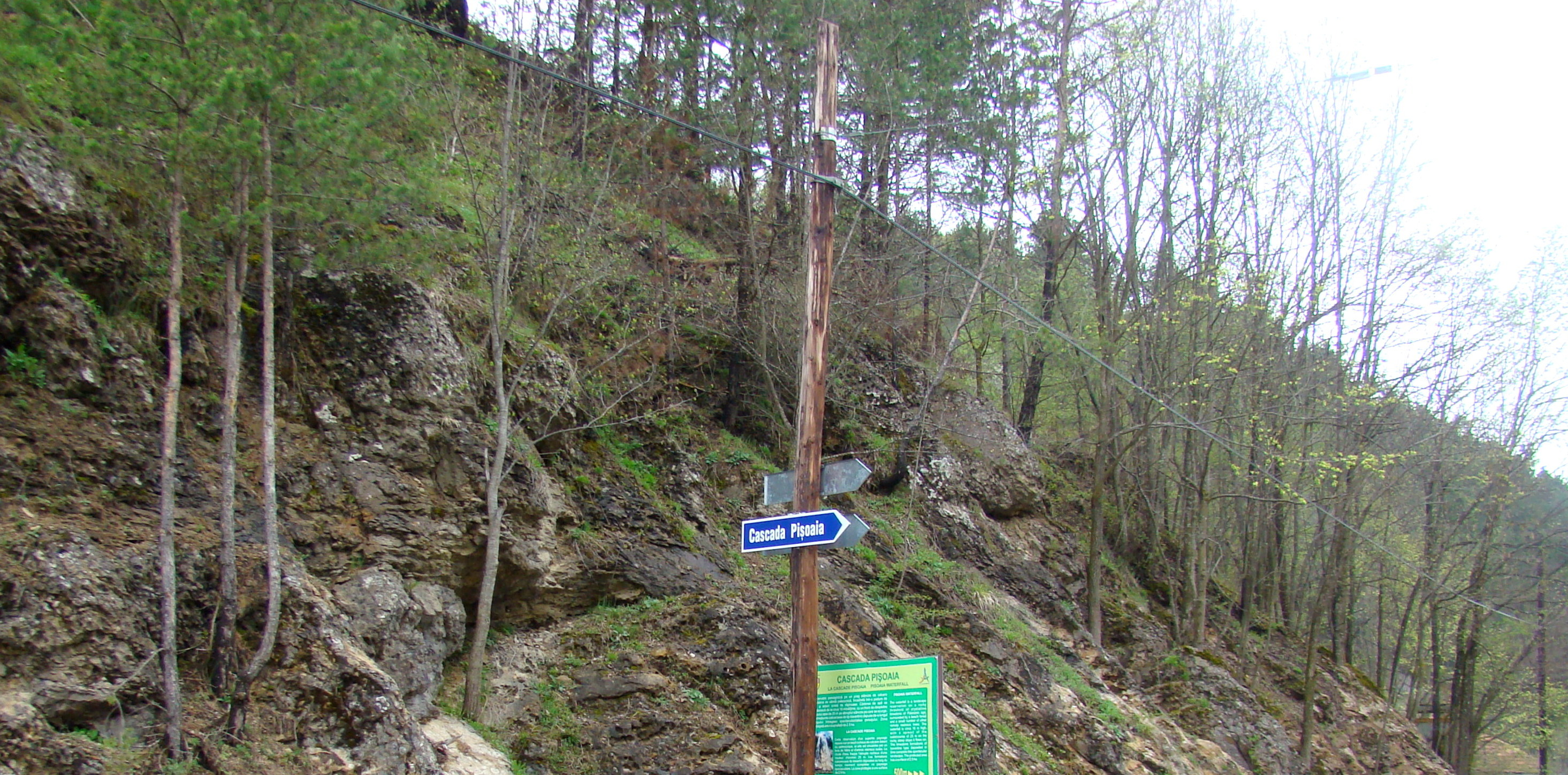
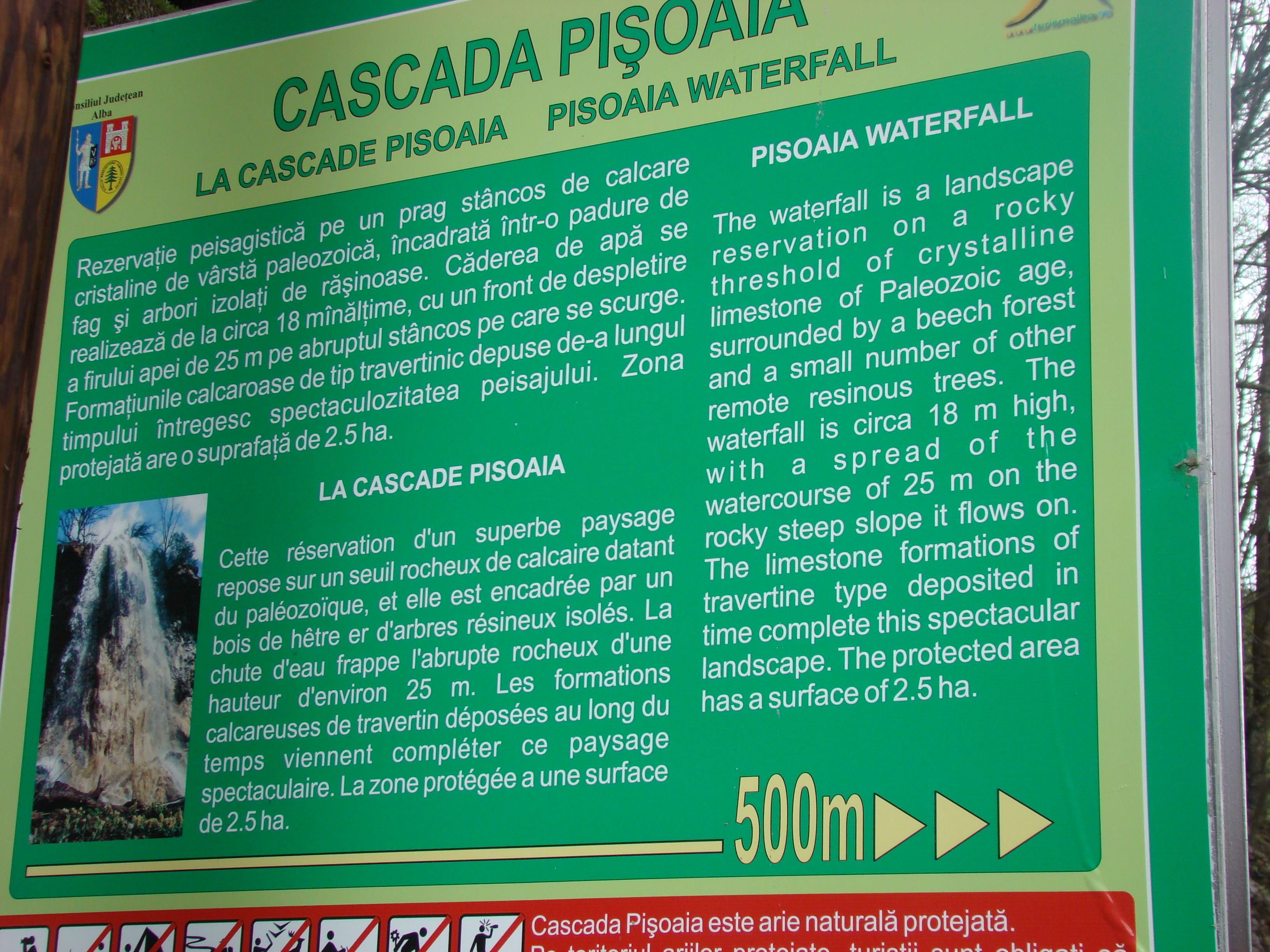
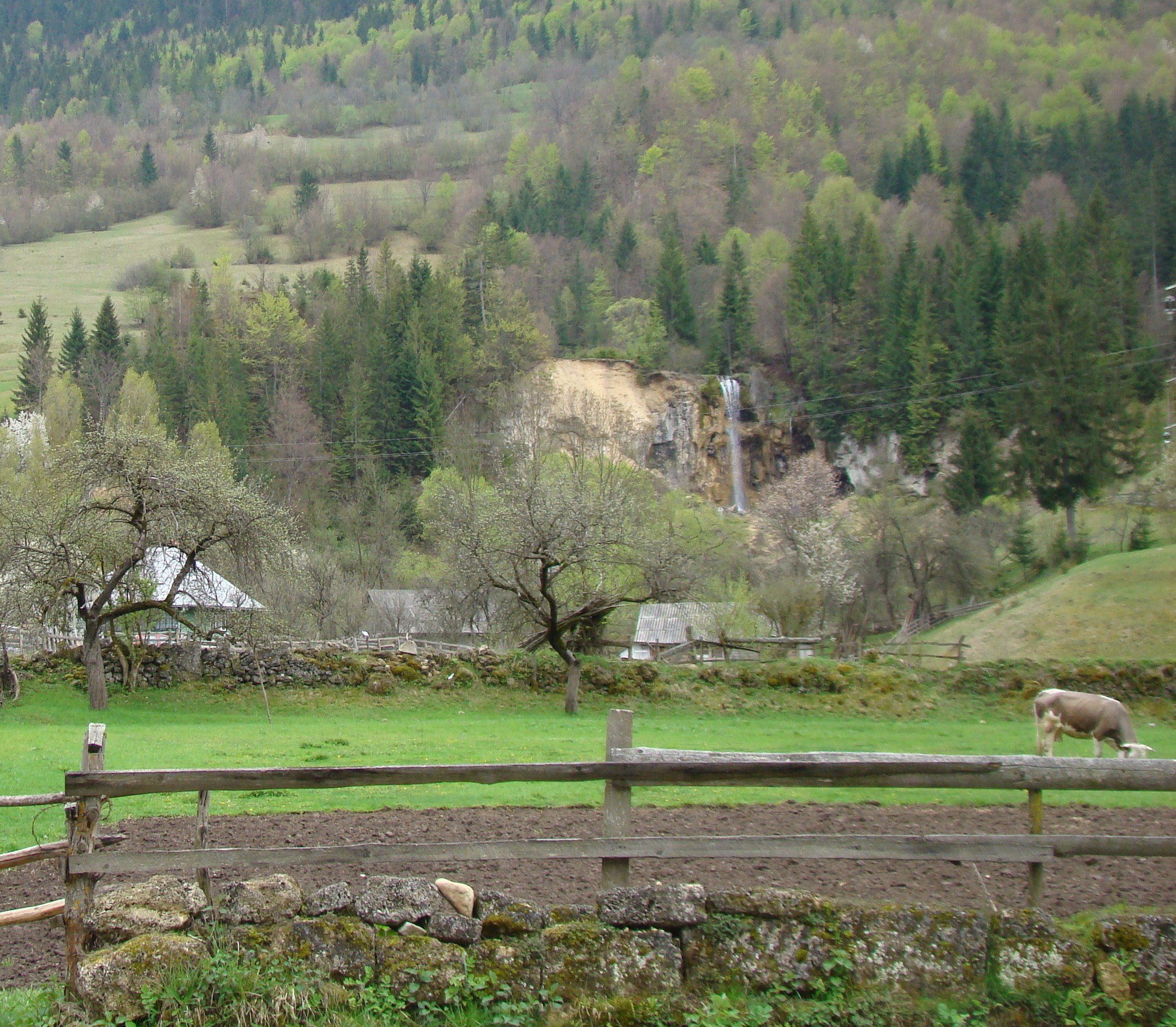
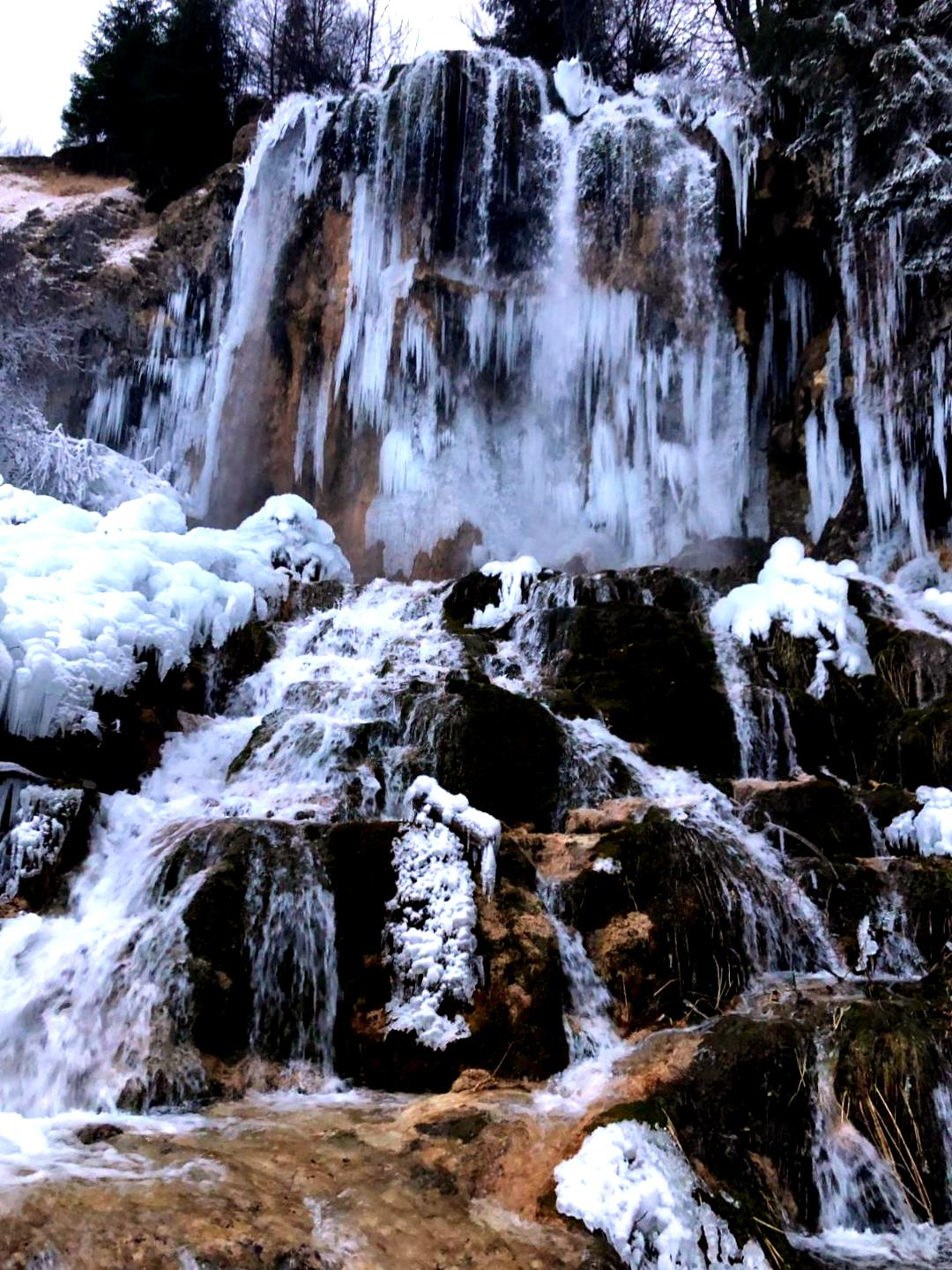
Cascada Pișoaia în iarna anului 2021